# Домінування і підкорення

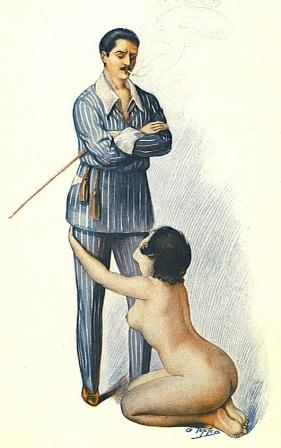
Ілюстрація жіночої покірності 1921 року. Чоловік одягнений, а жінка оголена і чекає, поки вона отримає тілесні покарання. Автор мистецтва Жорж Топфер з його роботи Le rêve d'un flagellant («Сон флагеланта»).

Домінування і підкорення (Dominance and submission - D/s) — набір поведінки, звичаїв і ритуалів, які передбачають підкорення однієї людини іншій в еротичному епізоді чи способі життя. Це підмножина БДСМ. Доведено, що така форма сексуального контакту та задоволення подобається меншості людей.
Фізичний контакт у грі «домінування і підкорення» не є обов'язковим, і D/s можна проводити анонімно по телефону, електронною поштою чи іншими системами обміну повідомленнями. В інших випадках це може бути інтенсивно фізичним, іноді переходячи в садомазохізм. У D/s обидві сторони отримують задоволення або еротичну насолоду від домінування або домінування. Ті, хто займає вищу позицію, називаються домінантами — Doms (незалежно від статі) або Dommes (Доміна — жінки), тоді як ті, хто займає підлеглу позицію, називаються підпорядкованими, або підлеглими. Перемикач — це особа, яка виконує будь-яку роль. Два перемичкачі разом можуть домовлятися та обмінюватися ролями кілька разів протягом сеансу. Термін «домінатрикс» зазвичай відноситься до секс-працівниці, яка домінує над іншими за плату, тоді як термін «мейлдом» використовується для сексуально домінуючого чоловіка в практиках БДСМ.

## Історія
Домінантно-підпорядковані стосунки вписуються в загальний термін БДСМ і його стиль життя. БДСМ розшифровується як «зв'язування та дисципліна» (bondage and discipline — B&D), «домінування та підпорядкування» (domination and submission — D&S) та «садизм і мазохізм» (sadism and masochism — S&M). Багато неправильних уявлень про ці стосунки та пов'язану з ними діяльність походять від того факту, що ранні теоретики вважали, що садомазохізм і БДСМ-поведінка були симптомами психопатології. Вважалося, що люди, які брали участь у такому типі сексуальних ігор, нехтували безпекою та згодою, що вплинуло на діагностику, класифікацію та сприйняття такого типу стосунків. Ці помилкові уявлення про всіх учасників БДСМ, які мають невпорядковані схильності, пов'язані з визначенням і критеріями садомазохізму в DSM-5. Тому багато представників БДСМ-спільноти не відповідають даним критеріям.
Можливо, перше співтовариство учасників БДСМ утворилося на початку XVIII століття, а може навіть раніше. Наприклад, домінантно-підпорядковане партнерство було показано в ранніх версіях Камасутри. Це показано не лише в літературі, але й у діях стародавніх правителів, які брали участь у сексуально-садистських тортурах, рольових іграх і, нарешті, утвердженні свого панування над підданими. Їхні дії демонструють серйозний садомазохізм, а також ранній початок поведінки спільноти.
Відносини між домінуючим і підкореним обертаються навколо згоди та настанов. У світі БДСМ згода є основним напрямком і вимогою, оскільки саме вона відокремлює сексуальний садизм від розладу примусового сексуального садизму в DSM-5. Розлади сексуального садизму та розлади сексуального мазохізму були змінені, щоб розмежувати партнерів за згодою та без згоди. Крім відповідності новим критеріям, щоб бути класифікованим як той чи інший, наприклад, особа, якій ставлять діагноз, повинна відчувати особисті страждання через свою парафілію, а не страждання, що виникають через несхвалення суспільства. Зростання домінуючої та підпорядкованої поведінки, садомазохізму та іншої діяльності БДСМ очевидне через його історію, починаючи з давніх часів через відокремлення від безладу до консенсусного учасника спільноти.

## Огляд
Домінування та підпорядкування мають довгу історію людської культури та цивілізації. У людській сексуальності це розширилося, щоб включити добровільно обрані ролі та дії, які виражають домінування та підпорядкування. Пропорцію населення, яка бере участь у діяльності D/s, важко визначити, оскільки статистика значно відрізняється залежно від конкретного дослідження, дати публікації та країни, де проводилося дослідження.
Дослідження 1985 року показало, що близько 30 % учасників БДСМ-заходів — жінки, а решта — чоловіки. Дослідження, проведене Каліфорнійським вищим інститутом у 2008 році, показало, що 61 % чоловіків були виключно або переважно домінантними (26 % були виключно або в основному підкореними), тоді як 69 % жінок були виключно або в основному підкореними (30 % були виключно або в основному домінуючими).
Дослідження 2008 року показало, що лише 2,2 % чоловіків і 1,3 % жінок брали участь у БДСМ-заходах минулого року. У 2017 році бельгійське дослідження інтересу до БДСМ серед населення з розміром вибірки 1027 виявило, що 46,8 % із загальної вибірки коли-небудь виконували принаймні одну діяльність, пов'язану з БДСМ. Ще 22 % фантазували про це, а 12,5 % регулярно виконували хоча б одну діяльність, пов'язану з БДСМ.
У публікації 2019 року стверджується, що меншість населення займається або фантазує про БДСМ. Національне дослідження в США за участю 2800 учасників та учасниць показало, що приблизно 14 % чоловіків і 11 % жінок брали участь у певній діяльності, пов'язаній з БДСМ, і з цих результатів було зроблено висновок, що приблизно 10 % дорослих приєдналися до певної частини сексуальної поведінки.

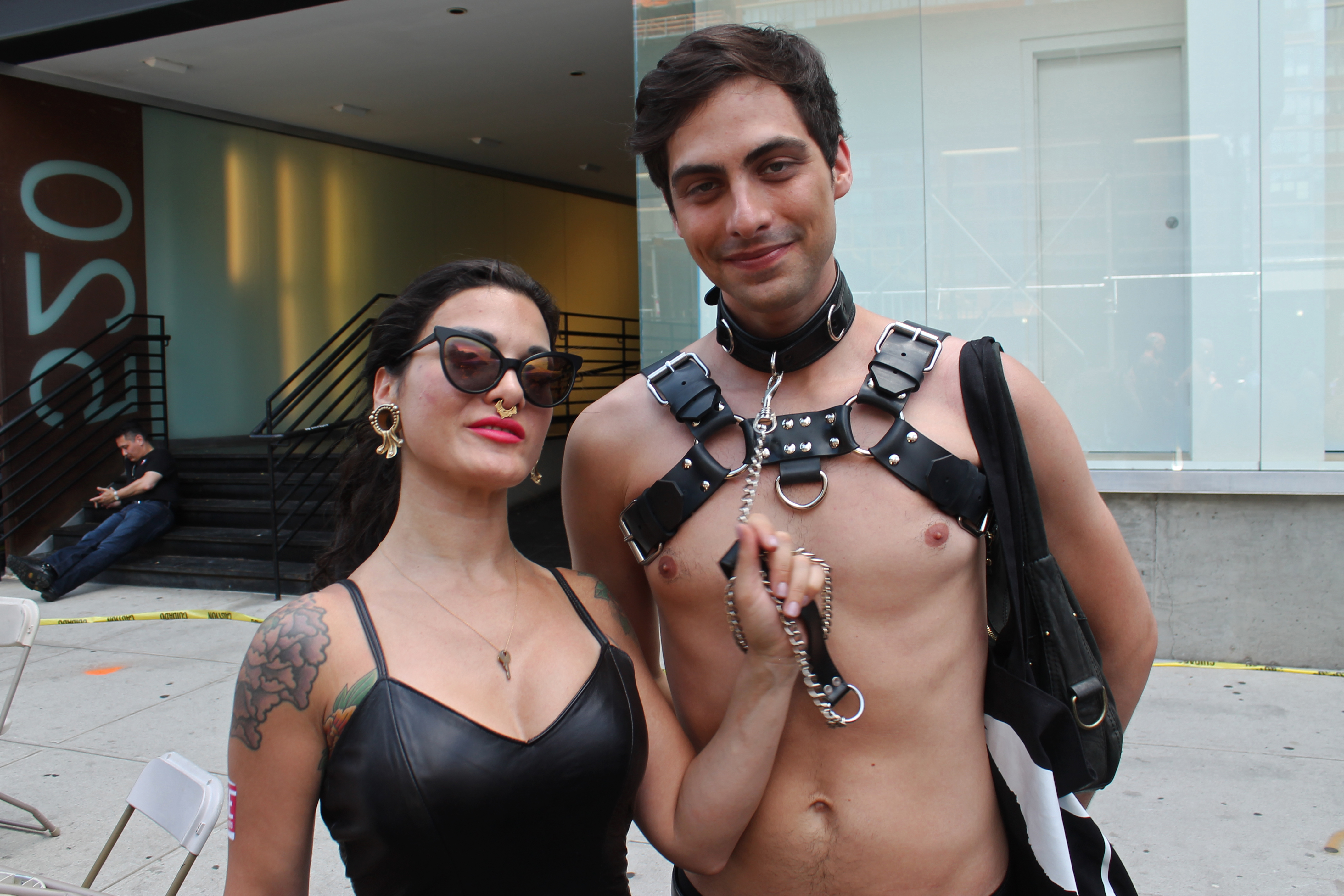
Пара D/s позує для фотографії. Багато підкорених носять нашийник, щоб позначити свій статус і зобов'язання.

Покірному партнеру/партнерці зазвичай дають стоп-слово, щоб запобігти домінантному переступити фізичні та емоційні межі. Зазвичай це кодове слово, ряд кодових слів або інший сигнал, який використовується для передачі фізичного чи емоційного стану, як правило, під час наближення або перетину кордону. Стоп-слова можуть мати різний рівень дій — деякі можуть призвести до повної зупинки сцени, тоді як інші можуть вказувати на те, що межа наближається. Домінант, а також Сабмісив можуть використовувати безпечне слово, якщо вони відчувають, що все зайшло занадто далеко, і їм незручно продовжувати.
D/s можуть бути ритуальними або довільними. Зазвичай це домовлений спосіб життя, коли люди обговорюють свої бажання, обмеження та потреби, щоб знайти спільність. Відносини D/s можуть бути сексуальними чи несексуальними, довгостроковими чи короткостроковими, інтимними чи анонімними. Більшість прихильників та прихильниць стилю шукають суттєвої інтенсивності, довіри та близькості, які необхідні для того, щоб уможливити будь-які глибокі стосунки.
За статтю (домінуючий або підкорений) D/s можна розділити на такі підтипи:
- Жіноче домінування
- Жіноче підкорення
- Чоловіче домінування
- Чоловіче підкорення

## Термінологія

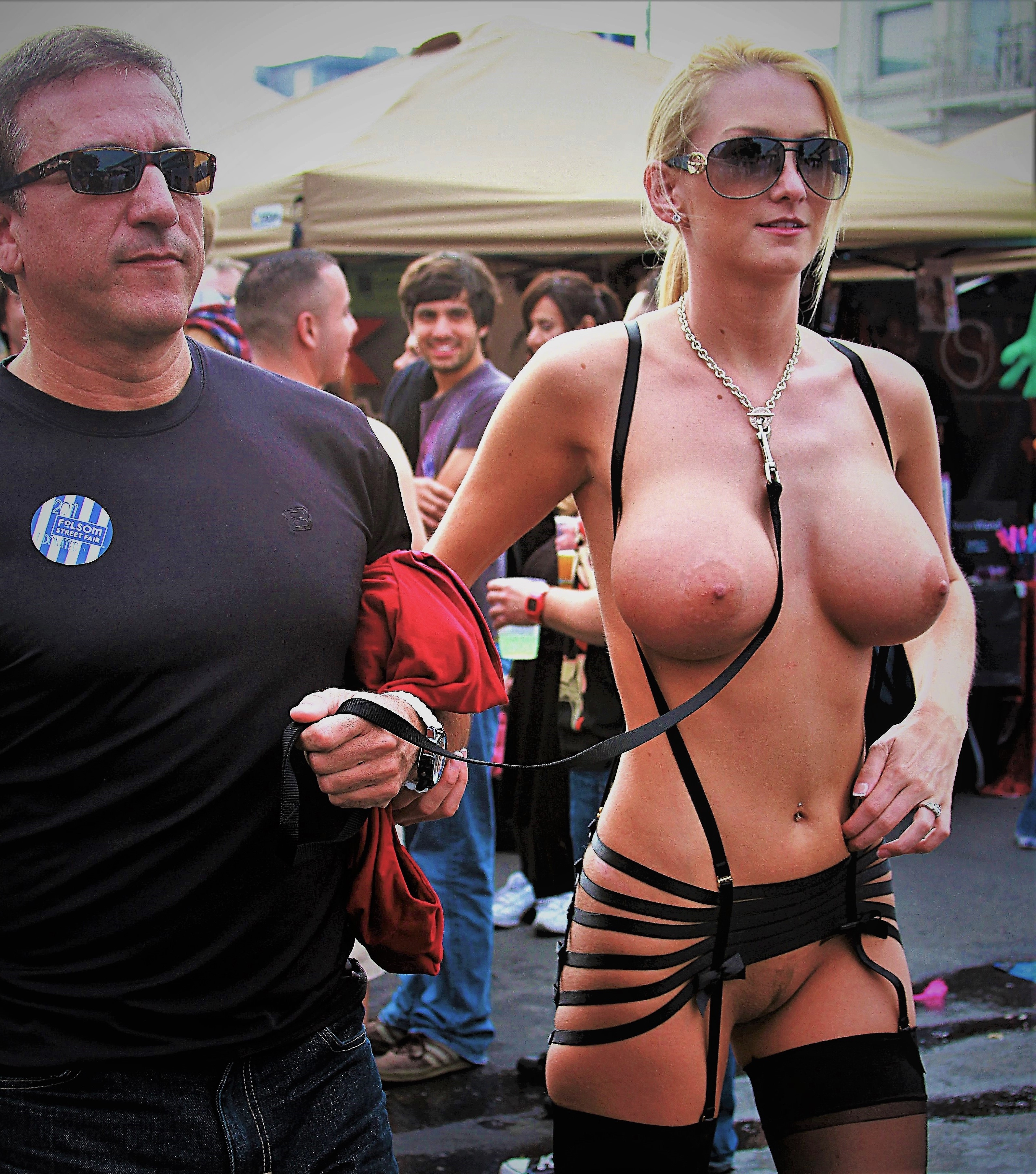
Домінуючий самець публічно демонструє оголену покірну самку, використовуючи прив'язаний до неї повідець, Ярмарок на вулиці Фолсом, 2013

БДСМ — це сексуальні практики зв'язування і болю / тортур, домінування і покірності, а також садомазохізм.
Учасники D/s часто називають свою діяльність «грою», а окрему ігрову сесію називають «сценою». Окрім «домінантного» та «підпорядкованого», є «перемикач» — це особа, яка може взяти на себе будь-яку роль. Домінантні та підпорядковані відносини стосуються двох людей, які грають із психологічним, емоційним та/або фізичним домінуванням. Здебільшого в подібних сексуальних стосунках відбувається певний обмін силою через їхню фізичну взаємодію. Сцена між двома перемикачами може передбачати обмін між домінуючою та покірною ролями, можливо, кілька разів. Навпаки, терміни «верхній» і «нижній» стосуються відповідно активної (агента) і пасивної (пацієнта) ролей. У певній сцені немає вимоги, щоб домінант також був верхом або щоб субмісив був низом, хоча це часто буває.
Термін «ванільний» стосується нормативного («без дивацтва») сексу та стосунків, «ванільний» світ є основним суспільством поза субкультурою БДСМ. Термін походить від того, що ванільне морозиво вважається «смаком за замовчуванням».
Термін «обмін владою» означає розширення повноважень домінуючого шляхом підкорення його/її контролю. Обмін владою відбувається за згодою, і насправді підкорений має основний контроль під час обміну стосунками. Домінант намагається задовольнити пристрасті та бажання підпорядкованого.
Терміни top і bottom використовуються як дієслова або іменники для опису фізичної гри SM, але з меншою увагою до «садистської» та «мазохістської» частини діяльності. Їх можна використовувати як синоніми домінантного та підпорядкованого.
Термін «підземелля» використовується як посилання на простір/кімнату, призначену для гри в садомазохізм. Його також можна використовувати для опису клубу, де відбуваються ці заходи. Це також може бути місцем, де безпечно практикувати кінки та вчитися виконувати дії та грати.
Термін «спостерігачі за підземеллями» використовується як опис надійних членів БДСМ, які добровільно здійснюють моніторинг підземель і спостерігають за порушеннями, лихом або будь-якою іншою формою неправомірної поведінки чи відмови.
Термін «шльопач» використовується для опису інструменту або батога, який використовується в сексуальних сценах. Дія шмагання відноситься до ударної гри. Зазвичай виготовляється зі шкіри з твердою ручкою та прикріпленими кількома довгими плоскими нитками. Цей термін також можна використовувати для опису людини, яка тримає спеціальний батіг.

### Лінгвістичні умовності
Деякі люди у світі D/s пишуть з великої літери слова та імена, які стосуються домінантів, і не пишуть з великої літери ті, що стосуються субмісивів, отже, D/s пишуть з великої літери; інші ні. Його популяризували в інтернет-чатах, щоб легше було визначити орієнтацію письменника чи особи, про яку пишуть.
Крім того, деякі субмісиви уникають особистих займенників, натомість називаючи себе «цей раб» або «дівчина пана Патра». Іноді це вважається виявом скромності, але це абсолютно необов'язковий метод знеособлення субмісива під час «гри». Воно може мати коріння в армії, де новобранці зобов'язані називати себе «цей новобранець», а не «я».

## Д/с стилі відносин

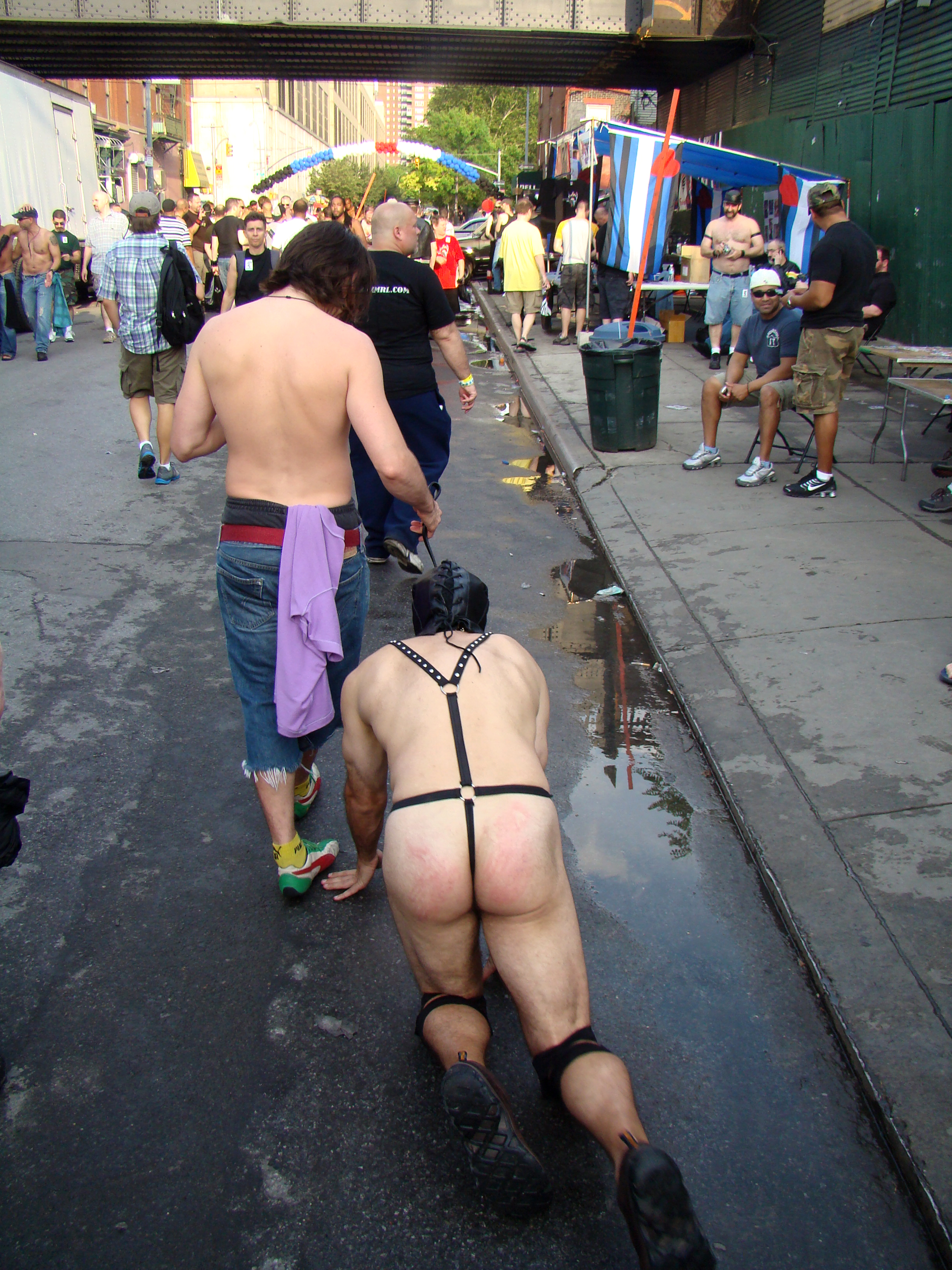
Чоловік грає з домашніми тваринами на ярмарку Фолсом-стріт і носить собачий повідець на шиї.

У стосунках D/s може бути будь-яка кількість партнерів: один домінант може мати кількох субмісивів, які, у свою чергу, можуть домінувати над іншими, або субмісив може мати кілька домінантів. Відносини можуть бути моногамними або поліаморними. Не обов'язково є ознакою D/s є романтичне кохання: партнери можуть бути дуже закоханими або взагалі не мати романтичних стосунків. Деякі стосунки D/s сексуальні, інші повністю цнотливі.
Фантастична рольова гра може бути елементом, у якому партнери виконують класичні домінуючі або підпорядковані ролі, або класичні ролі авторитетних осіб, таких як вчитель і учень, поліцейський і підозрюваний, або батько і дитина. Рольова гра у тварин, де один партнер виконує роль власника або доглядача, а інший виконує роль домашньої тварини, також може бути грою D/s.
Класичним прикладом ролі D/s є покоївка «сестричка», де дорослий чоловік одягається в мультяшний жіночий одяг і виконує стереотипні жіночі обов'язки, такі як прибирання чи подача чаю. Переодягання в D/s не завжди передбачає бажання бути нахабними чи карикатурними на жінок або служити: наприклад, інші можуть хотіти бути якомога красивішими і взаємодіяти на несексуальній основі «подруга з подругою».
Варіації D/s фактично безмежні, а діяльність приймає багато форм і може поєднуватися з іншими формами БДСМ. Ці варіації можуть включати:
- доміна
- мейлдом[18]
- гра опору — примушування субмісива робити щось проти його волі як інтенсивна форма гри влади[17]
- домашнє рабство або рабство за згодою
- примусова цнотливість покірних
- сексуальне рабство
- фетиші — такі як фетиш ніг, поклоніння черевикам, уніформа, куріння, латекс та інші предмети можуть бути фетишами
- приниження (приниження грудей через її розмір і форму, приниження розміру клітора і статевих губ, приниження через відсутність пишних або великих сідниць і стегон, приниження маленького пеніса, словесне приниження)[19]
- дегуманізація[17] (наприклад, рольова гра поні, цуценя або тварини)
- об'єктивація (людські меблі): (наприклад, тіло підпорядкованого використовується як підставка для ніг, або рот підпорядкованого використовується як миска для плювання та попільничка для сигарет)
- кросдресинг
- бичування
- тілесні покарання
- трамплінг
- уролагнія
- куккеан[20]
- куколд
- фемінізація (активність)
- бондаж
- публічне приниження

## Безпека
Існують певні ризики, які зазвичай пов'язані з D/s, що стосується як фізичного, так і психічного здоров'я. Деякі приклади:
- Ускладнення фізичного здоров'я, такі як синці, розбита шкіра, пошкодження нервів через туге зв'язування, опіки через гру гарячим воском або вплив патогенів, що передаються через кров під час гри голкою.[21]
- У рідкісних випадках смерть може наступити, коли учасники займаються діяльністю, яка потенційно може спричинити серйозні тілесні ушкодження. Найбільш поширеною діяльністю, пов'язаною з випадковою смертю, є еротичне удушення. Дослідження Bunzel et al. показали, що між 1993 і 2017 роками більше смертей сталося від аутоеротичних дій, ніж від партнерських дій, і чоловіки були більш схильні до смерті в обох випадках, ніж жінки.[22]
- Негативні емоційні стани під час або після участі в діяльності Д/с

## Згода та договори

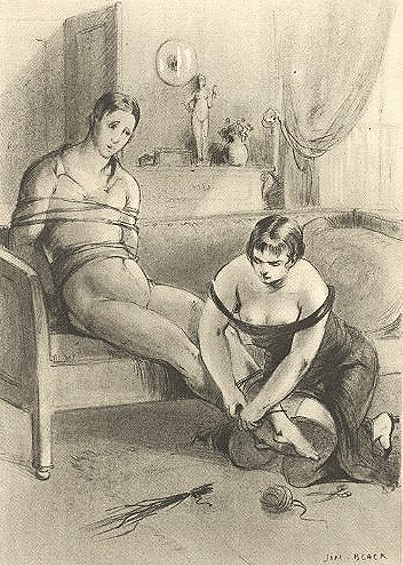
Твір мистецтва, на якому зображено домінантну жінку, яка виконує зв'язування свого підкореного чоловіка.

Згода є життєво важливим елементом у всій психологічній грі, і згода може бути надана різними способами. Деякі використовують письмову форму, відому як «Форма переговорів у Підземеллі», для інших достатньо простого усного зобов'язання. Згода може бути обмежена як за тривалістю, так і за змістом. Існує багато версій згоди, але в основному це знання між партнерством того, хто відіграє домінуючу роль, а хто грає субміссива. Зобов'язання знати, хто страждає та отримує біль, зв'язки, тортури та/або приниження. А також той факт, що всі еротичні досвіди здійснюються безпечно, законно та за згодою, а також приносять користь обом сторонам. Консенсуальна практика — це те, що допомагає відрізнити учасників БДСМ від психіатричного діагнозу сексуального розладу. Спільнота БДСМ прийняла вислів «Безпечно, розумно, за згодою» (Safe, Sane, Consensual — SSC) і «Згода з усвідомленням ризику» (Risk-Aware Consensual Kink — RACK), а також нове доповнення «Турбота, спілкування, згода та обережність» (Caring, Communication, Consent, and Caution — 4Cs). Згода також була розділена на три групи: поверхнева згода, згода сцени та глибинна згода. Поверхнева згода була визначена як просто так або ні. Згода сцени описується як включення параметрів узгодження верхнього/нижнього рівня та узгодження сцени відтворення. У той час як глибока згода передбачає розумові здібності низу (сабмісиву) і усвідомлення верхівкою того, що низ здатний використовувати безпечне слово. БДСМ-спільнота має простий кодекс поведінки щодо меж безпеки та переговорів для забезпечення консенсусного БДСМ.
Потрібні переговори щодо сцен сексуального характеру, щоб гарантувати, що БДСМ-гра буде приємною та безпечною для обох сторін. Обговорення того, які дії доступні, і взаємне визначення гри є єдиним способом, яким і домінуючий, і субмісив зможуть комфортно виступати. Існує складність переговорів залежно від довіри та емоційної прихильності партнерів один до одного, чим більше знайомство між ними, тим менше потрібно переговорів. Ступінь переговорів залежить від залученості партнера, наприклад, чим менше ризикована поведінка, тим менше потрібно переговорів.
Захисні слова — це вербальні коди, які обидва партнери можуть розпізнати як кінець або зміну діяльності, що виконується під час БДСМ-сцени. Важливим активом є продовження згоди через стосунки та саму сцену. Використання безпечного слова в будь-який час, незалежно від інтенсивності сцени, зазвичай означає завершення сцени або діяльності та можливе повне відкликання згоди. У спільноті БДСМ існують універсальні безпечні слова, які використовуються на світлофорах і відомі як «домашні безпечні слова». Червоний означає зупинити все, жовтий означає уповільнення та не йти далі, а зелений означає йти та продовжувати з більшою інтенсивністю. Існують також можливості, коли говорити не можна, тому існують «мовчазні безпечні слова», які є простими жестами, які символізують припинення діяльності, наприклад, плескання в долоні, клацання пальцями або будь-яка дія, що показує, що сцена має закінчитися. Використання безпечних вордів і їх зберігання йдуть рука об руку зі згодою та переговорами. Все це забезпечує безпечний простір, де обидва учасники можуть насолоджуватися сексуальною грою.
БДСМ-спільнота дуже серйозно ставиться до згоди та сприяє безпечній грі. Вони надають багато ресурсів, щоб люди могли навчитися поважати згоду, наприклад навчання, інформацію та безпеку. Вони також забезпечують громадські ігрові кімнати з моніторами підземель, щоб переконатися, що правила дотримуються та дотримуються. Вони мають наслідки для людей, які порушують сформовану довіру та не підкоряються правилу згоди та обмежень. Деякі покарання включають потрапляння в чорний список спільноти та позначення «хижака». Внесення до чорного списку включає в себе особисті глузування з боку окремих членів, а також виключення з ігрових вечірок, клубів і організацій, які проводяться спільнотою.
Незважаючи на те, що вони вживають усіх запобіжних заходів, примус і сексуальне насильство все ще трапляються всередині та за межами спільноти. Існує багато форм цього, які включають свідоме порушення згоди, випадкові порушення та непорозуміння через відсутність спілкування щодо визначень та узгоджених дій. Національна коаліція за сексуальну свободу США (National Coalition for Sexual Freedom — NCSF) — це освітня організація, яка прагне пропонувати позитивний і безпечний секс і була заснована в 1997 році. Вона провела опитування за участю 4598 учасників БДСМ, і 1307 з них повідомили, що їх торкалися без згоди. Серед учасників 26 % повідомили, що на них напав хижак, а 33 % сказали, що їх примушували. 81 % опитаних заявили, що під час активності вони хотіли, щоб вона припинилася. Важливо врахувати, що учасники БДСМ не частіше зазнають примусу чи сексуального насильства, між ними немає істотного зв'язку. Якщо це сказано, те, що хтось бере участь у домінуючих і підкорених стосунках, не означає, що врешті-решт він зазнає сексуального насильства чи примусу.
Неконсенсуальність за згодою — це взаємна згода діяти так, ніби згода була відмовлена в безпечних, розумних межах. Це домовленість про те, що згода надається заздалегідь, іноді без попереднього усвідомлення точних запланованих дій, хоча в межах визначених обмежень, що підлягають вимогам безпеки, розумної обережності, здорового глузду чи інших обмежень. Згода надається з наміром бути безвідкличною за звичайних обставин. Таким чином, це демонстрація надзвичайної довіри та розуміння, і зазвичай здійснюється лише партнерами, які добре знають один одного або іншим чином погоджуються встановити чіткі безпечні обмеження на свою діяльність.
Нерідко дають згоду лише на годину або на вечір. Коли сцена триває більше ніж кілька годин, прийнято складати «контракт на сцену», який визначає, що станеться і хто за що відповідає. Це хороший спосіб визначити, чого хочуть усі сторони, і зазвичай покращує досвід. Деякі контракти можуть бути досить детальними та розтягуватися на багато сторінок, особливо якщо сцена триватиме вихідні або більше.
Для довгострокової згоди може бути укладений «рабський договір». Рабські контракти — це просто спосіб за згодою дорослих визначити природу їхніх стосунків і уточнити особисті кордони, і вони не мають юридичної сили.
Після складання рабського контракту деякі відзначають цю подію «церемонією закриття», під час якої місцеву громаду D/s запрошують стати свідками зобов'язань, взятих у документі. Деякі церемонії стають досить складними і можуть бути такими ж залученими, як весілля чи будь-який подібний ритуал.

## Обладнання та аксесуари

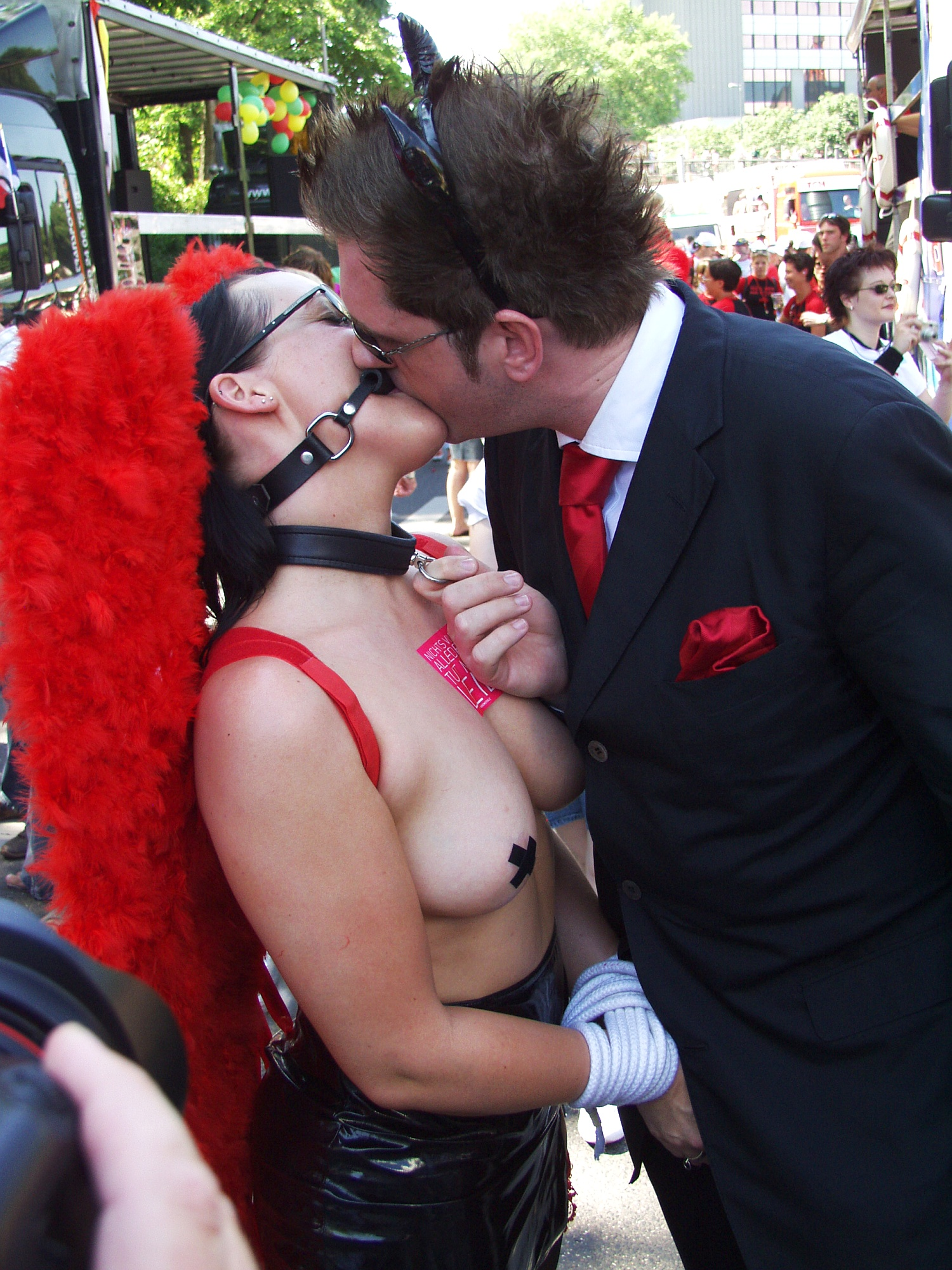
Покірна жінка в типовому «рабському комірі» на Кельнському прайді. Її господар тягне її за допомогою кільця О, прикріпленого до нашийника. Жінка також носить ротовий кляп, а її руки зв'язані.

Деякі люди утримують спеціальну кімнату або зону, яка називається підземелля або ігрова кімната, де міститься спеціальне обладнання, таке як кайдани, наручники, батоги, стільці для королеви, лави для шльопання або кінь Берклі, наприклад, який використовується для ігрових сцен, або вони можуть відвідайте БДСМ-клуб, де є такі приміщення.

### Нашийники
Багато сабмісивів у субмисивних стосунках носять нашийник, щоб вказати на свій субмісивний статус і відданість. Це може бути дуже схожим на обручку, за винятком того, що її носить лише покірний партнер. Традиційний нашийник — це шкіряна або металева стрічка на шиї, яку вибирає, розробляє та навіть виготовляє домінуючий партнер. Деякі суби можуть носити «символічний нашийник», часто браслет або ланцюжок на щиколотці, який є більш стриманим, ніж традиційний нашийник, і може пройти в ситуаціях, не пов'язаних із БДСМ. Нерідкі випадки, коли саб має кілька комірів для особливих випадків. Нашийники є невід'ємною частиною рольової гри тварин.
Багато людей — наприклад, представники субкультур панк-рок і готика — носять коміри з інших причин, наприклад, моди. Тому не можна вважати, що всі люди в нашийниках займаються БДСМ. Члени фендому пухнастиків також можуть носити коміри як частину костюма або як моду. Використання нашийників у сексуальних аспектах способу життя пухнастиків може бути або не пов'язане з БДСМ, залежно від індивідуальних уподобань.

### Література

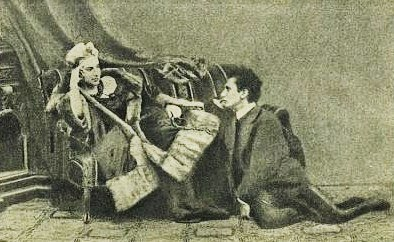
Леопольд фон Захер-Мазох і Фанні Пістор (баронеса Богданофф)

## Мистецтво і культура

#### Письменники-класики
- Маркіз де Сад
- Леопольд фон Захер-Мазох

#### Письменники-фантасти
- Артюр Адамов
- Лаура Антоніу
- Жаклін Кері
- Е. Л. Джеймс
- Ельфріда Єлінек
- Анаїс Нін
- Джон Норман
- Поліна Реаж
- Енн Райс
- Сесілія Тан
- Ларрі Таунсенд

#### Письменники нон-фікшн
- Глорія Г. Брейм
- Патрік Каліфіа
- Доссі Істон
- Джанет Харді
- Джей Вайзмен

### Музика
- Пісня Rolling Stones «Under my Thumb» (Мік Джаггер, 1966) нібито розповідає про стосунки D/s.
- Пісня Velvet Underground «Venus in Furs» (1967) заснована на романі Захер-Мазоха та обговорює садомазохізм, персонажа Северина та звичайні практики рабства відсторонено, об'єктивно та без засудження.
- Пісня Depeche Mode «Master and Servant» (1984) описує стосунки господаря та слуги.
- Пісня Green Day «All By Myself/Dominated Love Slave» (написана та виконана Тре Кулом, 1994) описує почуття Кула до жіночого домінування.
- Пісня Ріанни «S&M» (2010) вказує на збудження артистки в БДСМ-грі.
- Dwele «Obey» (2012) — це неосоул-пісня, заснована на розумі Домінанта у стосунках D/s.
- Пісня Run The Jewels «Love Again (Akinyele Back)» — це хіп-хоп реліз 2014 року з віршами про сексуальне домінування від Killer Mike, El-P і Gangsta Boo.
- Пісня AKB48 «Juujun na Slave» (2014) описує роль співачки як субмисивної в лесбійських стосунках.
- Пісня DNCE «Be Mean» (2016) написана про бажання артиста домінувати.
- Група KPOP VIXX відома своїм альбомом Chained Up, натхненним БДСМ.
- Культова пісня Blue Öyster «Dominance and Submission» передбачає сексуальну взаємодію, яка має відбуватися позаду автомобіля, співак конфліктує між домінуванням і підкоренням

### Фільми
- Венера в хутрі (1967) Режисер Джозеф Марцано (сценарії Джозефа Марцано, Леопольда фон Захер-Мазоха). Покірний (мазохіст) знаходить (або створює) неохочого Садиста. Довго розглядає сцени, що зображують те, що чекає на покірного на самоті або в перехідному стані. Зрештою, садист дарує мазохісту «найбільший подарунок».[25]
- Нічний портьє (1974) Режисер: Ліліана Кавані. Через тринадцять років після Другої світової війни жінка, що пережила концентраційний табір, і її мучитель, нині нічний швейцар у віденському готелі, знову зустрічаються та повертаються до садомазохістських стосунків.[26]
- Дев'ять з половиною тижнів (1986) Режисер Адріан Лайн. За мотивами однойменної книги. Популярний своєю сценою «You Can Leave Your Hat On».[27]
- Проповідь збоченим (1997) Режисер Стюарт Урбан. Фільм про жіночу домінанту, що зображує лондонську сцену S&M.[28]
- Секретарка (2002) Режисер Стівен Шейнберг. Вважається першим мейнстрімним фільмом, який описує проблеми стосунків між двома людьми.[29]
- Верфольгт (2006) Німецький фільм режисера Анджеліни Маккароне про садомазохістські жіночі стосунки між офіцером пробації та її клієнтом, шістнадцятирічним правопорушником Яном.
- Венера в хутрі (2013) Фільм на фемдомську тематику, знятий Романом Поланскі за мотивами однойменної п'єси Девіда Айвза. Актриса приходить на прослуховування на виставу до режисера. По ходу прослуховування вона переростає свою дискусію з керівництвом у акт психологічного та еротичного домінування, зрештою скеровуючи його діяти та караючи за його поведінку.
- Герцог Бургундський (2014) Режисер Пітер Стрікленд. Жінка, яка вивчає метеликів і мотильків, перевіряє межі своїх стосунків із коханим.[30]
- П'ятдесят відтінків сірого (2015) Режисер Сем Тейлор-Джонсон за сценарієм Келлі Марсел, заснований на однойменному романі Е. Л. Джеймс.[31]